# 더 파이브 (영화)
《더 파이브》는 2013년에 개봉한 대한민국의 영화이다.

## 캐스팅
- 김선아 : 고은아 역
- 온주완 : 오재욱 역
- 마동석 : 장대호 역
- 신정근 : 백남철 역
- 정인기 : 김철민 역
- 이청아 : 박정하 역
- 박효주 : 혜진 역
- 조한철 : 성일 역
- 이준혁 : 박 형사 역
- 김현수 : 가영 역
- 최학락 : 정도 역
- 정수영 : 장대호아내 역
- 여민주 : 현주 역
- 박지홍 : 경수 역
- 한연경 : 채영 역
- 이승훈 : 민수 역
- 고봉구 : 상구 역
- 오만석 : 두목 역
- 김정은 : 조 실장 역
- 주영호 : 혜진남편 역
- 하수호 : 총기거래남 1 역
- 이현우 : 총기거래남 2 역
- 홍우진 : 경수 골목남 역
- 최은화 : 주차단속요원 역
- 이지성 : 자원봉사자 1 역
- 손성찬 : 갤러리관장 역
- 손산 : 정도부인 역
- 김민규
- 공다임 : 가출녀 역
- 오민애 : 빵집주인 역
- 이안나 : 수술실 레지던트 역
- 황의권 : 모텔 남 역
- 우제준 : 호스트 남 역
- 민서영 : 불륜녀 역
- 차종호 : CF 감독 역
- 김경란 : 슈퍼 주인 할머니 역
- 김대현 : 횡단보도 남 역
- 문보배 : 기자 2 역
- 김지나 : 기자 3 역
- 박상운 : 장기이식센터 경비 1 역
- 이태호 : 장기이식센터 경비 2 역
- 김민지 : 김장 아줌마 1 역
- 서민정 : 김장 아줌마 2 역
- 김근영 : 남철 부인 역 (사진)
- 권태건 : 경찰 역 (목소리)
- 박성근 : 전화남3 역 (목소리)
- 이용이 : 정하 모 역 (특별출연)